# كونستانس ويتني ارين
كونستانس ويتني ارين (بالإنجليزية: Constance Whitney Warren)‏ هي نحّاتة أمريكية، ولدت في 17 يناير 1888، وتوفيت في 1948.